# Anambra-Oeste
Anambra-Oeste é uma área de governo local do estado de Anambra, centro-sul da Nigéria.  Vilas que compõem o governo local são: Ezi Anam, Ifite Anam, Nzam, Olumbanasa, Oroma-etiti, Umueze-Anam, Umuenwelum Anam. Anambra-Oeste está localizada na parte ocidental do estado de Anambra. A sede do governo local é Nzam.